# Purbeckopus
Purbeckopus es un icnotaxón de la familia Pteraichnidae, clasificado dentro del orden Pterosauria. Considerado como nomen dubium, vivió en el norte de Alemania durante el Berriasiense, en el Cretácico Superior. Según indican los restos encontrados, se espera que hubiera sido un gran pterosaurio (6 m de envergadura).